# Christine Davenier
Christine Davenier est une autrice et illustratrice française de livres pour enfants, née en 1961 à Tours, France. Elle a illustré un grand nombre de livres, dont les auteurs Julie Andrews et sa fille Emma Walton Hamilton, ou Madeleine L'Engle.

## Biographie

### Enfance
Christine  Davenier est née en 1961 à Tours, France,. Elle a décrit sa grand-mère (de qui elle a reçu en cadeau une boîte de peintures à l'aquarelle à l'âge de quatorze ans) comme une énorme source d'inspiration artistique pour elle.

### Études et expérience d'enseignante
En 1979, elle obtient son baccalauréat option mathématique et science de la nature. Elle se dédie au métier d'institutrice, et passe deux ans à l’École normale d'instituteurs d'Angers. De 1982 à 1984, elle fait ses études à l’École nationale des arts appliqués de Paris. De 1986 à 1989, elle enseigne dans une école primaire à Paris.

### Séjour aux États-Unis
En 1990, elle vit deux ans aux États-Unis, pour suivre des cours d’illustration à la Rhode Island School of Design de Providence. Un agent continue de valoriser son travail sur place depuis.

### Retour en France, autrice et illustratrice
À son retour en France, elle se lance dans son travail d'illustratrice, à la fois pour des éditeurs américains et français.
Depuis 1992 elle anime des conférences et des ateliers autour de la littérature jeunesse. Elle intervient également dans des écoles primaires pour présenter son travail et développer l'éducation artistique et culturelle.
Depuis 1995 elle publie ses illustrations pour la presse française et américaine, à la fois adulte (Top Famille Magazine, Parents…) et dans des magazines pour et jeunesse (Wakou, Toboggan, Toupie, Nick Junior…).
Elle vit actuellement à Lignerolles , un magnifique petit village en côte d'or .

## Accueil critique
Deborah Stevenson, du Bulletin of the Center for Children's Books, a fait l'éloge de ses illustrations à l'aquarelle pour Leon et Albertine, déclarant qu'ils possèdent une "insouciance apparente ajoutant à la sensation de mouvement" . Une critique dans Publishers Weekly a fait l'éloge des "aquarelles lumineuses et des caractérisations vives de Davenier" dans Just Like a Baby. The First Thing My Mama Told Me, écrit par Susan Marie Swanson et illustré par Davenier, était un livre d'honneur du prix Charlotte Zolotow 2003.

### Auteure et illustratrice
- Christine Davenier (ill. Christine Davenier), Les mots de Paski, 2022
- Christine Davenier (ill. Christine Davenier), Minusculette, des bruits dans la nuit, 2022
- Minusculette en automne  (ill. Kimiko, Christine Davenier), 2021
- Magdalena, Christine Davenier (ill. Christine Davenier), La tempête arrive, Kaléidoscope, 2020
- Christine Davenier (ill. Christine Davenier), Maeva peint, 2019
- Christine Davenier (ill. Christine Davenier), Louna & la petite Tahitienne, 2018
- Christine Davenier (ill. Christine Davenier), Bébé boule, 2017
- Christine Davenier (ill. Christine Davenier), Bébé brioche, 2017
- Christine Davenier (ill. Christine Davenier), Les monstres de la nuit, 2016
- Christine Davenier (ill. Christine Davenier), L'année terrible de Lili Bobo, 2000
- Christine Davenier (ill. Christine Davenier), Pas de bisous pour Lili Bobo, 1999
- Christine Davenier (ill. Christine Davenier), Massages pour les bébés et les enfants, 1997
- Christine Davenier (ill. Christine Davenier), Léon et Albertine, 1997
- Christine Davenier (ill. Christine Davenier), Le démon de l'école, 1997
- Christine Davenier (ill. Christine Davenier), Le dico des filles, 1995
- Christine Davenier (ill. Christine Davenier), Le dico des garçons, 1995
- Christine Davenier (ill. Christine Davenier), Goûters et fêtes enfantines, 1995
- Christine Davenier (ill. Christine Davenier), Lili-Bobo a le cœur gros, 1991
- Christine Davenier (ill. Christine Davenier), Les mercredis de Lili-Bobo, 1991
- Christine Davenier (ill. Christine Davenier), Les Bobos de Lili-Bobo, 1990
- Christine Davenier (ill. Christine Davenier), Les Colères de Lili-Bobo, 1990
- Christine Davenier (ill. Christine Davenier), Au revoir, Fénimore, 1984
- (en) Christine Davenier (ill. Christine Davenier), Leon and Albertine

### Illustratrice
Liste non exhaustive
- Julie Andrews et Emma Walton Hamilton, The Very Fairy Princess
- Grace Maccarone (ill. Christine Davenier), Miss Lina's Ballerinas
- Cari Best (ill. Christine Davenier), Sally Jean, the Bicycle Queen
- Margaret Park Bridges)' (ill. Christine Davenier), I Love the Rain
- Elissa Haden Guest (ill. Christine Davenier), Iris and Walter
- Amy Hest (ill. Christine Davenier), Mabel Dancing
- Jaunita Havill (ill. Christine Davenier), I Heard It from Alice Zucchini: Poems About the Garden
- Juanita Havill (ill. Christine Davenier), Just Like a Baby
- Kimberly Willis Holt (ill. Christine Davenier), Piper Reed Gets a Job
- Kimberly Willis Holt (ill. Christine Davenier), Piper Reed: The Great Gypsy
- Kimberly Willis Holt (ill. Christine Davenier), Piper Reed: Navy Brat
- Sandra Jordan (ill. Christine Davenier), Mr. and Mrs. Portly and Their Little Dog, Snack
- Madeleine L'Engle (ill. Christine Davenier), The Other Dog
- Norma Fox Mazer (ill. Christine Davenier), Has Anyone Seen My Emily Greene
- Jack Prelutsky (en) (ill. Christine Davenier), Me I Am!
- Carole Lexa Schaefer (ill. Christine Davenier), Full Moon Barnyard Dance
- Susan Marie Swanson (ill. Christine Davenier), The First Thing My Mama Told Me
- Judith Viorst (ill. Christine Davenier), Nobody Here But Me
- Grace Maccarone (ill. Christine Davenier), A Day with Miss Lina's Ballerinas